# تنين البحر العشبي
تنين البحر العشبي هو كائن بحري ينتمي إلى عائلة (Syngnathidae) والتي ينتمي إليها كذلك فرس البحر. يعيش التنين العشبي في الساحل الجنوبي والغربي لأستراليا وكذلك حول تسمانيا، ويتواجد في البحر في أعماق ما بين 3 إلى خمسين متر ، ويطلق عليه اسم التنين العشبي بسبب الزعانف التي تشبه الأعشاب على ظهره، والتي ويستخدمها في التمويه للتخفي من المفترسين.
لا يتجاوز طوله الـ45 سم ويتغذى على القشريات وغيرها من الالعوالق البحرية ويعيش في أماكن الأحواض المرجانية عادة على عمق 10 أمتار قرب الأعشاب المرجانية.
يعد من الكائنات المهددة بالانقراض وقد فــُرضت غرامات مالية على اصطياده وقد تصل قيمة هذه الغرامة على الشركات إلى 55 ألف دولار وتبلغ 11 ألف دولار على الأفراد بالإضافة إلى السجن ثلاثة أشهر. ويعود ذلك للتلوث و تأثير الصناعة، بالإضافة إلى اصطيادها من قبل الغواصين المعجبين بشكلها المميز.

## التكاثر
يعتبر فصل الصيف هو موسم تكاثر هذا التنين وفيه يتم التزاوج ويقوم الذكر بدلاً من الأنثى بحمل البيض الملقح تحت ذيله لمدة ثمانية أسابيع حتى يفقس خلال 6 أيام. وفي غضون فترة الستة أيام ينتشر الصغار في مناطق واسعة لأن تنين البحر يعيش بانعزال ولا يتواجد في مجموعات.
ويبلغ عدد صغار تنين البحر بعد الولادة 250 تنيناً ولا يبقى منهم حياً إلا 60% من هذا العدد (أي حوالي 150 تنين)، ويكون معدل طول الصغار عند الولادة حوالي 25 مليمتر ويصل هذا الطول بعد مرحلة الولادة إلى ثلاثة أضعافه في غضون ثلاثة أسابيع، ويحتاج الصغار إلى عامين للوصول إلى مرحلة البلوغ.

## راجع أيضا
تنين البحر المورق